# Alyn Smith
Alyn Smith (Glasgow, 15 de setembre del 1973) és un polític escocès, diputat al Parlament Europeu pel Partit Nacional Escocès (SNP). També és el portaveu del partit en afers agraris i es reconeix obertament homosexual.
Alyn Smith va créixer a Escòcia i a l'Aràbia Saudita. Va tornar a Escòcia el 1986 i més tard va estudiar Dret i Dret Europeu a la Universitat de Leeds amb una estada a la Universitat de Heidelberg dins el programa de beques Erasmus. Més endavant va continuar la seva formació en dret en institucions com l'Escola de Dret de Nottingham, va ensenyar anglès a l'Índia, va treballar a Brussel·les i es va establir com a advocat a Londres.
La seva militància a l'SNP el portà a treballar al Parlament Escocès. Es va presentar a les eleccions el 2001 i el 2003 a la circumscripció d'Edimburg Occidental sense aconseguir l'escó. Va ser escollit parlamentari per primer cop a les eleccions europees del 2004 i va ser reelegit el 2009 i el 2014. Treballa pel desenvolupament agrari i els drets dels animals i és un dels parlamentaris més joves.
Alyn Smith és obertament gai - viu a Edimburg amb el seu nòvio Jonathon.